# Michele Fanelli
Michele Fanelli (Orta Nova, 14 settembre 1907 – Torino, 31 dicembre 1989) è stato un maratoneta italiano.

## Biografia
Nato nel 1907 a Orta Nova, in provincia di Foggia, a 24 anni partecipò ai Giochi olimpici di Los Angeles 1932, nella maratona, arrivando 13º con il tempo di 2h49'09".
Nello stesso anno (in occasione della Maratona di Torino) e poi nel 1934 fu campione italiano nella maratona, rispettivamente in 2h45'01"2/5 e 2h49'14"2.
Morì nel 1989, a 82 anni.

## Palmarès
| Anno | Manifestazione  | Sede        | Evento   | Risultato | Prestazione | Note |
| ---- | --------------- | ----------- | -------- | --------- | ----------- | ---- |
| 1932 | Giochi olimpici | Los Angeles | Maratona | 13º       | 2h49'09"    |      |

## Campionati nazionali
- 2 volte campione nazionale assoluto della maratona (1932, 1934)

1932
- Oro ai campionati italiani di maratona - 2h45'01"2/5

1934
- Oro ai campionati italiani di maratona - 2h49'14"2

1942
- Bronzo ai campionati italiani di maratona - 2h54'22"6

## Altre competizioni internazionali
1932
- Oro alla Maratona di Torino ( Torino) - 2h45'01"